# جمال الخضري
جمال ناجي شحادة الخضري (1955م)، سياسي فلسطيني من مواليد غزة. كان عضوًا في المجلس التشريعي الفلسطيني 2006 ، فاز في الانتخابات التشريعية الفلسطينية 2006 والتي جرت في كانون الثاني 2006 ، كنائب مستقل عن دائرة غزة. حاصل على بكالوريوس في الهندسة الكهربائية من جمهورية مصر العربية.

## حياته
يعتبر الخضري أحد رواد العمل النقابي والمؤسساتي في فلسطين فهو عضو الجمعية العمومية لنقابة المهندسين منذ واحد وعشرين عاماً وعضو مجلس إدارة نقابة المهندسين من 1990 حتى 1997م ونائب رئيس نقابة المهندسين المنتخب مدة ثلاث سنوات (دورات سابقة).
يعرف الخضري بجانب شخصيته الأكاديمية كرجل أعمال ناجح، حيث يعمل في المجالين الصناعي والتجاري، كما عمل في دائرة الاتصالات مدة عشرة سنوات، وتقلد فيها مواقع عدة ؛ وهو عضو سابق في مجلس إدارة مركز التجارة الفلسطيني (بال تريد) مدة سنتين. ويرتبط الخضري بعلاقات قوية بالعديد من الشخصيات الدبلوماسية والرسمية (الفلسطينية والإسلامية والعربية) على المستويين الداخلي والخارجي.
شارك الخضري في صياغة الأنظمة واللوائح الداخلية للمؤسسات التي عمل بها وأشرف على العديد من انتخابات النقابات والمؤسسات الوطنية ورعى مسيرة العمران والمشاريع التطويرية والمؤتمرات العلمية في الجامعة الإسلامية وفي الكلية الجامعية للعلوم التطبيقية.[بحاجة لمصدر]

### رئيس مجلس أمناء الجامعة الإسلامية
يرأس الخضري مجلس أمناء الجامعة الإسلامية (غزة) منذ أربعة عشر عاماً، كما يرأس مجلس أمناء كلية مجتمع العلوم المهنية والتطبيقية منذ تأسيسها.
ارتبط اسم الخضري بمجلس أمناء الجامعة الإسلامية طوال أربعة عشرعاماً وتعتبر تلك التجربة في رعاية مؤسسة أكاديمية كبيرة، مثل الجامعة الإسلامية نموذجه الذي يحتذى به لخدمة المجتمع الفلسطيني حيث أستطاع أن يسهم في الارتقاء بالجامعة الإسلامية من خلال جهود تكاملية بين إدارات الجامعة المختلفة ثم تفعيل أنظمة ولوائح الجامعة، ويسير الخضري بنفس هذه الأساس لينقل التجربة من تجربة الجامعة إلى تجربة وزارة الاتصالات وتكنولوجيا المعلومات.

### رعاية الإبداع والمبدعين
ساهم الخضري في رعاية العشرات من الأنشطة الإبداعية الهامة للمبدعين، وكذلك الطلبة المتميزين وخاصة الانتخابات التشريعية في برنامج انتخابي قام بتقديمه مسبقاً كواقع عملي لمساهمة الجمهور، حيث سعى من خلال وجوده في المجلس التشريعي إلى سن القوانين التي تضمن حياة حرة كريمة لجميع الفلسطينيين وتضمن تكافؤ الفرص، وتضمن حياة حرة كريمة لأسر الشهداء والمعتقلين إضافة إلى حياة كريمة لمن هم غير قادرين على العمل من الفئات الضعيفة، وهو من أشد المطالبين بأن يكون للمجلس التشريعي دور رقابي لأداء السلطة التنفيذية بما يخدم مصالح الشعب الفلسطيني ومن ثم المساءلة والمحاسبة وضبط الأمور المالية بشكل دقيق.

### وزير الاتصالات وتكنولوجيا المعلومات
تولى الخضري حقيبة وزارة الاتصالات وتكنولوجيا المعلومات منذ تشكيل الحكومة الفلسطينية العاشرة في شهر آذار 2006م. وتحقق خلال تلك المدة مجموعة من الإنجازات أبرزها فتح سوق الاتصالات الفلسطينية وبكافة الخدمات الأساسية والخدمات المضافة للمنافسة الحرة والعادلة والنزيهة، بما يعزز اقتصاد السوق الحر ويضخ دماء جديدة واستثمارات واعدة في هذا القطاع، ومن ذلك فوز الشركة الوطنية الدولية للاتصالات في شهر أيلول الماضي بعطاء المشغل الثاني لشبكة الهاتف النقال في فلسطين بعد تقدمها بعرض إنشاء الشبكة الثانية مقابل دفعة مقدمة بقيمة "355 " مليون دولار أمريكي. كما يواصل الخضري العمل على مشروع الحكومة الإلكترونية والاطلاع على استخدام بعض الأنظمة وتقييمها في الحكومة الإلكترونية.
أصدر الخضري مجموعة من التوجيهات والقرارات لإرساء وتطوير قواعد العمل مثل تشكيل اللجان الفنية، وعقد الاجتماعات الداخلية، والجولات التفقدية والميدانية لمكاتب البريد، كما استعان بكفاءات متميزة لرفد الكادر الحكومي في الوزارة، ويسعى إلى استكمال الدراسات الخاصة بشروط اعتماد وترخيص كافة الخدمات المتعلقة بسوق الاتصالات ومتطلبات الترخيص ودليل الربط البيني ودليل المنافسة وجودة الخدمة، كما عمل على إنهاء صياغة قانون هيئة تنظيم قطاع الاتصالات ورفعه إلى مجلس الوزراء من أجل إقراره ، وبموازاة ذلك عمل على استكمال اللوائح والإجراءات التنفيذية الخاصة بهذا القانون.

### رئيس اللجنة الشعبية لمواجهة الحصار
ترأس اللجنة الشعبية لمقاومة الحصار المفروض على قطاع غزة بهدف مواجهة الحصار والدمار الهائل الذي أصاب كافة مناحي الحياة في قطاع غزة بسبب الحصار الخانق الذي فرضته السلطات الإسرائيلية على القطاع في منتصف شهر حزيران من العام 2007م.

## علاقاته الدولية
حضر الخضري مجموعة من المؤتمرات والاجتماعات الخارجية خلال زيارته للعديد من الدول العربية لوضع العرب في صورة التطورات الجارية وجلب الدعم المادي والسياسي للشعب الفلسطيني، فقد قام بتنمية علاقات فلسطين الخارجية في مجالات الاتصالات وتكنولوجيا المعلومات من خلال المؤتمرات والاجتماعات في عدة دول عربية منها:
- اجتماع المنظمة العربية للاتصالات في تونس في 27 – 28 / 4 / 2006م.
- اجتماع الدورة التاسعة والعشرين للجمعية العمومية لعربسات في سلطنة عمان في 24 – 26 / 5 / 2006م.
- اجتماع مجلس وزراء الاتصالات العرب في القاهرة في 29 / 6 / 2006م.
- الزيارات العديدة التي قام بها إلى الدول العربية من أجل التواصل ووضع الوزراء العرب في صورة الوضع التي تمر به القضية الفلسطينية ومن هذه الدول مصر والإمارات العربية المتحدة ودولة قطر وسلطنة عمان بالإضافة إلى تونس والمملكة العربية السعودية.

## الظهور الإعلامي
- برنامج بلا حدود (قناة الجزيرة)
  1. حرب الإبادة الإسرائيلية على غزة، 5 مارس 2008م.
  2. ذكرى مرور ألف يوم على حصار غزة، 17 مارس 2010م.
- برنامج لقاء اليوم (قناة الجزيرة)
  1. جمال الخضري.. اللجنة الشعبية لرفع حصار غزة، 19 فبراير 2010م.

## وصلات خارجية
- موقع النائب جمال الخضري
- رئيس اللجنة الشعبية لمواجهة الحصار (من موقع اللجنة الشعبية)
- مقابلة مع مفكرة الإسلام (من موقع مفكرة الإسلام)